# 小舟港
小舟港（日语：／）或阿列乌特卡湾（俄語：Бухта Алеутка）是萨哈林州库里尔斯克区的海湾，位于得抚岛东南岸。它是岛上唯一一个适合停船的海湾，入口处宽400米。